# يوجين س. كاشمان
يوجين س. كاشمان (بالإنجليزية: Eugene C. Cashman)‏ هو ضابط شرطة أمريكي، ولد في 7 أكتوبر 1921 في شيكاغو في الولايات المتحدة، وتوفي في 6 أبريل 2000 في كارولاينا الشمالية في الولايات المتحدة.